# World Series of Poker 2003
2003 års World Series of Poker (WSOP) pokerturnering hölls vid Binion's Horseshoe.

## Inledande event
| Event                                   | Vinnare               | Pris (USD) | Tvåa                     |
| --------------------------------------- | --------------------- | ---------- | ------------------------ |
| $500 Casino Employee's Limit Hold'em    | David Lukaszewski     | $35 800    | Paul Trieglaff           |
| $2 000 Limit Hold'em                    | Mohammed Ibrahim      | $290 420   | Jon Brody                |
| $1 500 Seven-card stud                  | Toto Leonidas         | $98 760    | Rallis Peter Tanagiotias |
| $2 000 Omaha Hi-Lo Split                | Chris Ferguson        | $123 680   | Barry Bindelglass        |
| $2 000 No Limit Hold'em                 | Jim Meehan            | $280 100   | Guy Calvert              |
| $1 500 Pot Limit Hold'em                | Prahlad Friedman      | $109 400   | Bernd Rygol              |
| $1 500 Seven Card Stud Hi-Lo Split      | Minh Nguyen           | $106 020   | Bob Mangino              |
| $1 500 Pot Limit Omaha                  | Erik Seidel           | $146 100   | Men Nguyen               |
| $2 000 H.O.R.S.E.                       | Doyle Brunson         | $84 080    | Brian Haveson            |
| $2 000 1/2 Hold'em, 1/2 Seven Card Stud | Chris Ferguson        | $66 220    | Diego Cordovez           |
| $2 500 No Limit Hold'em                 | Phi Nguyen            | $222 800   | Jim Miller               |
| $2 500 Limit Hold'em                    | Phil Hellmuth Jr      | $171 400   | Young Phan               |
| $2 500 Seven Card Stud                  | Michael Saltzburg     | $95 580    | Mimi Tran                |
| $5 000 No Limit Deuce to Seven Draw     | O'Neil Longson        | $147 680   | Allen Cunningham         |
| $5 000 No Limit Hold'em                 | Johnny Chan           | $224 400   | Surinder Sunar           |
| $1 500 Limit Omaha                      | Eddy Scharf           | $63 600    | Dave Colclough           |
| $1 500 Limit Hold'em                    | John Arrage           | $178 600   | Kathy Liebert            |
| $5 000 Seven-Card Razz                  | Huck Seed             | $71 500    | Phil Ivey                |
| $2 500 Omaha Hi-Lo Split                | Layne Flack           | $119 260   | Men Nguyen               |
| $2 000 Pot Limit Hold'em                | Mickey Appleman       | $147 280   | Brian Plona              |
| $1 000 Seniors' No Limit Hold'em        | Ron Rose              | $130 060   | Ron McMillan             |
| $2 500 Seven Card Stud Hi-Lo Split      | John Juanda           | $130 200   | Shahram Sheikhan         |
| $1 500 No Limit Hold'em                 | Amir Vahedi           | $270 000   | Cleve Haley              |
| $2 000 S.H.O.E.                         | Daniel Negreanu       | $100 440   | Jim Pechac               |
| $5 000 Pot Limit Omaha                  | Johnny Chan           | $158 100   | Emmanuel Sebag           |
| $1 500 Limit Hold'em Shootout           | Layne Flack           | $120 000   | Annie Duke               |
| $3 000 Limit Hold'em                    | Tom Jacobs            | $163 000   | Jan Sjavik               |
| $1 000 Ladies' 1/2 Hold'em, 1/2 Stud    | Barb Rugolo           | $40 700    | J. J. Liu                |
| $1 500 Omaha Hi-Lo Split                | Frankie O'Dell        | $133 760   | Bill Schonsheck          |
| $3 000 Pot Limit Hold'em                | Charles Keith Lehr    | $225 040   | Chris Ferguson           |
| $5 000 Seven Card Stud                  | Men Nguyen            | $178 560   | Mel Judah                |
| $3 000 No Limit Hold'em                 | Phil Hellmuth Jr      | $410 860   | Daniel Negreanu          |
| $2 500 Pot Limit Omaha                  | John Juanda           | $203 840   | O'Neil Longson           |
| $5 000 Limit Hold'em                    | Juan Carlos Mortensen | $251 680   | Mark Gregorich           |
| $1 500 Ace to Five Triple Draw Lowball  | Men Nguyen            | $43 520    | Charles Keith Lehr       |

## Main Event
839 stycken deltog i Main Event. Varje deltagare betalade $10 000 för att delta i vad som då var den största pokerturneringen någonsin. Många deltagare, inklusive vinnaren, hade kvalat in via nätpoker.

### Finalbordet
| Placering | Namn             | Pris       |
| --------- | ---------------- | ---------- |
| 1         | Chris Moneymaker | $2 500 000 |
| 2         | Sam Farha        | $1 300 000 |
| 3         | Dan Harrington   | $650 000   |
| 4         | Jason Lester     | $440 000   |
| 5         | Tomer Benvenisti | $320 000   |
| 6         | Amir Vahedi      | $250 000   |
| 7         | Young Pak        | $200 000   |
| 8         | David Grey       | $160 000   |
| 9         | David Singer     | $120 000   |